# محرك ثلاثي البكرات

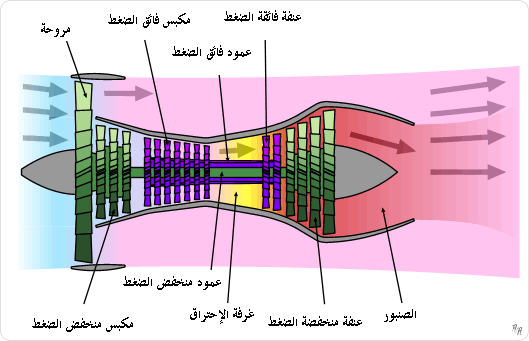
تركيب المحرك العنفي المروحي الداخلي

محرك ثلاثي البكرات (بالإنجليزية: three spool engine)‏: هو أحد أنواع المحركات المستخدمة في الطائرات التورينية المروحية، يتميز بامتلاكه لثلاث مجموعات من الضواغط قبل الاحتراق وثلاث مجموعات من التوربينات بعده. تتكون البكرة الواحدة من ضاغط وعنفة تستخدم الطاقة المستخرجة من الغاز العادم لتشغيل الضاغط.
تعطى كل بكرة رقما مختلفا عن الأخرى (عادة N1 و N2 و N3). يُشار إلى جزء المروحة الكبير الموجود أمام المحرك برمز N1، وإلى الضاغط منخفض الضغط (LP compressor) برمز N2، أما الضاغط عالي الضغط (HP compressor) فيرمز له بـ N3. تجمع بعض المحركات بين الضاغط منخفض المنخفض والضاغط عالي الضغط في كتلة دوارة واحدة يرمز لها بـ N2. نتيجة لذلك يحتوي هذا النوع من المحركات على بكرتين ويطلق عليه اسم (محرك البكرة المزدوجة).
في محرك البكرة الثلاثية تدور كل من المروحة والضاغط منخفض الضغط والضاغط عالي الضغط بسرعة مختلفة عن الآخر، مما يجعله يعمل بشكل أكثر فعالية. وعندما يقترن محرك البكرة الثلاثية بمحرك البكرة المزدوجة فقد يدور بسرعة مثالية دون الحاجة إلى المساومة بين السرعات المثلى للأجزاء N2 و N3.
تحتوي جميع المحركات الحديثة على مجموعتين من الضواغط (HP وLP) بالإضافة إلى مروحة توفر جميعها الغالبية العظمى من قوة الدفع.

## المزايا والعيوب
- يؤدي وجود المزيد من مجموعات الشفرات والضواغط إلى زيادة في وزن المحرك، ولكن في المقابل تزداد قوة دفع المحرك بشكل أكبر.
- تتمثل الميزة الرئيسية لتصميم محرك البكرة الثلاثية في قدرته على تقليل اندفاعات المحرك (engine surges) إلى الحد الأدنى.

## أمثلة
- محرك رولز رويس أر بي 211 المستخدم في طائرات بوينج 747، بوينج 757، بوينج 767، لوكهيد إل-1011 تراي ستار، وتوبوليف تي يو-204.